# Leigné-sur-Usseau
Leigné-sur-Usseau ist eine französische Gemeinde mit 453 Einwohnern (Stand: 1. Januar 2022) im Département Vienne in der Region Nouvelle-Aquitaine (vor 2016 Poitou-Charentes); sie gehört zum Arrondissement Châtellerault und zum Kanton Châtellerault-2 (bis 2015 Kanton Saint-Gervais-les-Trois-Clochers). Die Einwohner werden Leignéens genannt.

## Geographie
Leigné-sur-Usseau liegt etwa 45 Kilometer nordnordöstlich von Poitiers. Umgeben wird Leigné-sur-Usseau von den Nachbargemeinden Mondion im Norden und Nordwesten, Vellèches im Nordosten, Usseau im Süden und Osten sowie Saint-Gervais-les-Trois-Clochers im Westen und Südwesten.

## Bevölkerungsentwicklung
| Jahr                      | 1962 | 1968 | 1975 | 1982 | 1990 | 1999 | 2006 | 2013 | 2019 |
| Einwohner                 | 333  | 327  | 318  | 329  | 384  | 413  | 449  | 494  | 465  |
| Quelle: Cassini und INSEE |      |      |      |      |      |      |      |      |      |

## Sehenswürdigkeiten
- Kirche Saint-Hilaire
- Herrenhaus von La Pinaudière